# Berta Cabral
Berta Maria Correia de Almeida de Melo Cabral (Ponta Delgada, 20 de novembro de 1952) foi a primeira mulher titular da Secretaria de Estado da Defesa Nacional no XIX Governo Constitucional de Portugal, e também a primeira presidente do PSD/Açores (2008-2012). É economista desde 1975. É atualmente Secretária Regional do Turismo, Mobilidade e Infraestruturas no XIV Governo Regional dos Açores.

## Família
Filha de Jacinto Joaquim de Almeida e de sua mulher Maria da Conceição Correia, é casada com o também economista Leonel de Melo Cabral, de quem tem dois filhos: Tiago e Mafalda.

## Biografia
Nascida na freguesia de São José, na cidade de Ponta Delgada, estudou no Liceu Antero de Quental e, em Lisboa, licenciou-se em Finanças no Instituto Superior de Economia da Universidade Técnica de Lisboa, em 1975.
Depois de iniciar a carreira profissional como técnica superior da Junta Nacional de Produtos Pecuários do Ministério da Agricultura, em Lisboa, regressou aos Açores, em 1980, para integrar o conselho diretivo dos Serviços Regionais de Produtos Agropecuários, até 1983. Em 1983 e 1984, foi Diretora de Serviços do Comércio da Secretaria Regional do Comércio e Indústria do Governo açoriano.
Entre 1991 e 1994, foi administradora da empresa de Eletricidade dos Açores (EDA) e nos dois anos seguintes foi presidente do conselho de administração da transportadora SATA Air Açores.
Antes de tomar posse como Secretária de Estado Adjunta e da Defesa Nacional, em abril de 2013, assumiu cargos políticos relevantes na Região Autónoma dos Açores, nomeadamente como Secretária Regional das Finanças, Planeamento e Administração Pública e Presidente da Câmara Municipal de Ponta Delgada.
Entre os livros que publicou destacam-se "Ao Serviço da Minha Terra" (2001) e "10 Anos Marcantes a caminho do futuro" (2012).

## Percurso político
Entre 1984 a 1988, foi Diretora Regional do Tesouro da Secretaria Regional das Finanças do III Governo Regional dos Açores.
Entre 1988 a 1991, foi Diretora Regional dos Transportes e Comunicações da Secretaria Regional da Economia do IV Governo Regional dos Açores.
Em 1995 e 1996, foi Secretária Regional das Finanças, Planeamento e Administração Pública do VI Governo Regional dos Açores.
Entre 1995 e 2012, foi integrou a Comissão Política Regional do PSD/Açores.
Entre 1996 e 2001, foi deputada e presidente do Grupo Parlamentar do PSD na Assembleia Legislativa da Região Autónoma dos Açores.
Em 2001, foi eleita Presidente da Câmara Municipal de Ponta Delgada, tendo sido reeleita para liderar o maior município dos Açores em 2005 e 2009, sempre com maioria absoluta.
Entre 2002 e 2009, foi Presidente do Conselho de Administração da Associação de Municípios da Região Autónoma dos Açores.
Entre 2002 e 2012, foi membro do Conselho Diretivo da Associação Nacional de Municípios Portugueses.
Entre 2002 e 2010, foi Presidente do Conselho Fiscal da Associação Nacional dos Autarcas Sociais Democratas.
Em 2003, foi cofundadora da Confederação de Municípios Ultraperiféricos da Europa, a que presidiu em 2005 e 2008.
Entre 2008 e 2012, foi Presidente do PSD/Açores (com 98,5 porcento dos votos nas segundas eleições diretas do partido), e membro da Comissão Política Nacional do PSD.
Nas eleições regionais de outubro de 2012, foi cabeça-de-lista do PSD e candidata à Presidência do Governo Regional dos Açores. Teve 35.572 votos (33%), tendo sido vencida pelo socialista Vasco Cordeiro. Até abril de 2013, foi deputada e vice-presidente da Assembleia Legislativa da Região Autónoma dos Açores.
É membro do Conselho Regional do PSD/Açores desde janeiro de 2012.
Foi Secretária de Estado Adjunta e da Defesa Nacional do XIX Governo Constitucional, entre 22 de abril de 2013 e 30 de outubro de 2015.
Nas Eleições Legislativas de 4 de outubro de 2015, foi eleita deputada, como cabeça-de-lista do PSD, pelo círculo eleitoral da Região Autónoma dos Açores, tendo assumido as funções quando terminou o mandato de secretária de Estado adjunta e da Defesa Nacional no XIX Governo Constitucional de Portugal, no dia 30 de outubro de 2015.
A 5 de novembro de 2015, foi eleita Vice-Presidente do grupo parlamentar do PSD na Assembleia da República.
Em abril de 2017, foi nomeada coordenadora do grupo de trabalho parlamentar da descentralização de competências para as autarquias.
A 19 de abril de 2022 foi nomeada Secretária Regional do Turismo, Mobilidade e Infraestruturas do XIII Governo Regional dos Açores. A 4 de março de 2024 tomou posse para o mesmo cargo no XIV Governo Regional dos Açores.

## Distinções
"Personalidade Feminina de 2006" na categoria Política, atribuída por votação dos leitores, numa iniciativa conjunta da revista Lux e da estação de televisão TVI.
"Figura do Futuro" na área da Política, em 2009, eleita por votação dos leitores numa iniciativa do diário líder Correio da Manhã para assinalar o seu 30.º aniversário. Berta Cabral foi indicada pelo ex-Presidente da República Jorge Sampaio, membro do júri composto também por outro ex-Presidente da República, Ramalho Eanes, e por Marcelo Rebelo de Sousa.
"Mulher do Ano 2009" nas relações Portugal-Brasil, atribuído pelo Conselho Nacional das Mulheres do Brasil, no Rio de Janeiro, em abril de 2010.
"Prémio Internacional de Liderança de 2011", atribuído pela PALCUS (Portuguese American Leadership Council of the United States), em Washington.
"Personalidade Política do Ano 2012", atribuído pela revista Saber Açores.
Madrinha do navio NRP Figueira da Foz em 19 de dezembro de 2013.